# Nils Linnman
Nils Håkan Torbjörn Linnman, född 17 juli 1915 i Österhaninge församling, Stockholms län, död 29 december 2002 i Tystbergabygdens församling, Nyköping, var en svensk naturkännare, radioproducent, programledare och författare.

## Biografi
Nils Linnman växte upp i Visby.
Linnman kom 1945 till Radiotjänst för att göra jordbruksprogram men blev känd för den breda allmänheten främst genom olika naturprogram i Sveriges Radio och TV. 1954 startade han tillsammans med Nils Dahlbeck radioprogrammet Naturen och vi och blev därmed en svensk pionjär vad gäller naturprogram. Från radiotiden finns även programmet Gökotta. Mest torde han förknippas med den långa programserien Korsnäsgården, som sändes i TV under 1960- och 70-talen.
Nils Linnman var initiativtagare till en uppdämning av ett i det närmaste uttorkat kärr, numera kallat Västra Långängskärret (eller, i folkmun, "Linnmans Hav"), i närheten av Stockby på Lidingö på 1970-talet för att det skulle  fungera som en ostörd miljö för häckande sjöfågel. Projektet blev mycket lyckosamt. En rad olika fågelarter återkommer varje år för att häcka och sjön har också fått ett bra bestånd av mindre insjöfisk.

## Familj
Nils Linnman var gift med Gunnel Linnman, född Piehl (1918–1998), och hade barnen Åsa och Sven.
Nils Linnman var son till Johannes Linnman (1881–1948) och Signe Linnman, född Förnell (1878–1944).

## Utmärkelser
1978 promoverades Nils Linnman till filosofie hedersdoktor vid Stockholms universitet.